# Všechny polohy lásky
Všechny polohy lásky (v originále AzulOscuroCasiNegro) je španělský hraný film z roku 2006, který režíroval Daniel Sánchez Arévalo. Snímek měl světovou premiéru na filmovém festivalu v Málaze dne 24. března 2006.

## Děj
Dvacetiletý Jorge pracuje jako správce budovy a stará se o svého otce Andrése, který je po mozkové mrtvici už sedm let nemohoucí. Jorge touží pracovat na pozici odpovídající jeho studiu (vystudoval obchodní právo). Jeho bratr Antonio, který byl propuštěn z vězení, ho požádá, aby oplodnil vězeňkyni Paulu. Ta bude v případě těhotenství přeřazena do části věznice pro matky s dětmi.
Ve stejné době Jorgeho nejlepší přítel Israel zjistí otcovu homosexualitu a vyrovná se se svou vlastní.

## Obsazení
| Quim Gutiérrez      | Jorge                         |
| Raúl Arévalo        | Israël                        |
| Antonio de la Torre | Antonio                       |
| Héctor Colomé       | Andrés                        |
| Marta Etura         | Paula                         |
| Eva Pallarés        | Natalia                       |
| Manuel Morón        | Fernando                      |
| Ana Wagener         | Ana                           |
| Roberto Enríquez    | Roberto                       |
| Marta Aledo         | zaměstnankyně banky           |
| Alex O'Dogherty     | vedoucí personálního oddělení |
| Daniel Muriel       | Gonzalo                       |

## Ocenění
- Filmový festival v Benátkách: Label Europa Cinemas
- Festival španělského filmu v Málaze: Cena kritiků, Nejlepší scénář
- Festival španělského filmu Cinespaña v Toulouse: Cena Violette d'Or pro nejlepší film
- Goya za nejlepší filmový debut, nejlepší herec ve vedlejší roli (Antonio de la Torre), nejslibnější herec (Quim Gutiérrez)
- Festival Premiers Plans d'Angers: Cena diváků